# Carleton (Michigan)
Carleton – wieś w Stanach Zjednoczonych, w stanie Michigan, w hrabstwie Monroe.